# Zrychlení
Zrychlení (též akcelerace) je vektorová fyzikální veličina, která popisuje, jakým způsobem se mění rychlost tělesa v čase. Zrychlení je  
Zrychlením jsou charakterizována tělesa, která mění:
- velikost rychlosti (např. zvyšování nebo snižování velikosti rychlosti auta na rovné silnici),
- směr rychlosti (např. sedačka řetízkového kolotoče při stálé rychlosti),
- kombinace obojího (např. zrychlující auto v zatáčce).[1]

Rozlišuje se okamžité a průměrné zrychlení. Okamžité zrychlení je vektorová veličina a určí se jako derivace rychlosti podle času. Průměrné zrychlení (vypočtené za určitý časový úsek) je veličinou skalární, má jen velikost.
Zrychlení zpravidla charakterizuje časovou změnu mechanického pohybu. Obecněji se zrychlení používá pro označení změny rychlosti jakéhokoliv pohybu (např. změna rychlosti chemické reakce, změna rychlosti společenských změn apod.).

#### Značení a směr zrychlení
- Značka: {\displaystyle {\vec {a}}} (z anglického acceleration)[3]
- Základní jednotka v soustavě SI: metr krát sekunda na minus druhou m.s−2, běžný tvar i m/s2.

Rychlost i zrychlení jsou vektorové veličiny. Když objekt zrychluje mají rychlost i zrychlení stejný směr. Když objekt zpomaluje má zrychlení opačný směr než rychlost. V případě, že objekt pouze mění směr (zatáčí), v nejjednodušším případě po kružnici, je vektor (též dostředivého nebo normálového) zrychlení kolmý na směr okamžité rychlosti.

#### Zrychlení a Zákon síly
2. Newtonův pohybový zákon, Zákon síly, má tvar {\displaystyle {\vec {F}}=m\times {\vec {a}}}. Síla působící na objekt je úměrná jeho zrychlení. Znamená to, že působí-li na objekt síla (nebo nenulová výslednice sil), má objekt určité zrychlení (zrychluje, zpomaluje nebo mění směr pohybu). Rozšířeným omylem je, že síla způsobuje pohyb tělesa. Podle 1. Newtonova pohybového zákona je ale pohyb způsoben setrvačností. Síla je příčinou zrychlení.

## Okamžité a průměrné zrychlení
Okamžité zrychlení je zrychlení v daném časovém okamžiku. Jelikož je časový okamžik nekonečně krátký, vypočte se okamžité zrychlení jako první derivace rychlosti podle času:
{\displaystyle \mathbf {a} =\lim _{{\Delta t}\to 0}{\frac {\Delta \mathbf {v} }{\Delta t}}={\frac {\mathrm {d} \mathbf {v} }{\mathrm {d} t}}}
Průměrné zrychlení je zrychlení, které se určí jako podíl změny rychlosti {\displaystyle \Delta \mathbf {v} } za daný časový interval {\displaystyle \Delta t} a tohoto časového intervalu, tzn.
{\displaystyle \mathbf {a} ={\frac {\Delta \mathbf {v} }{\Delta t}}}

## Tečné a normálové zrychlení

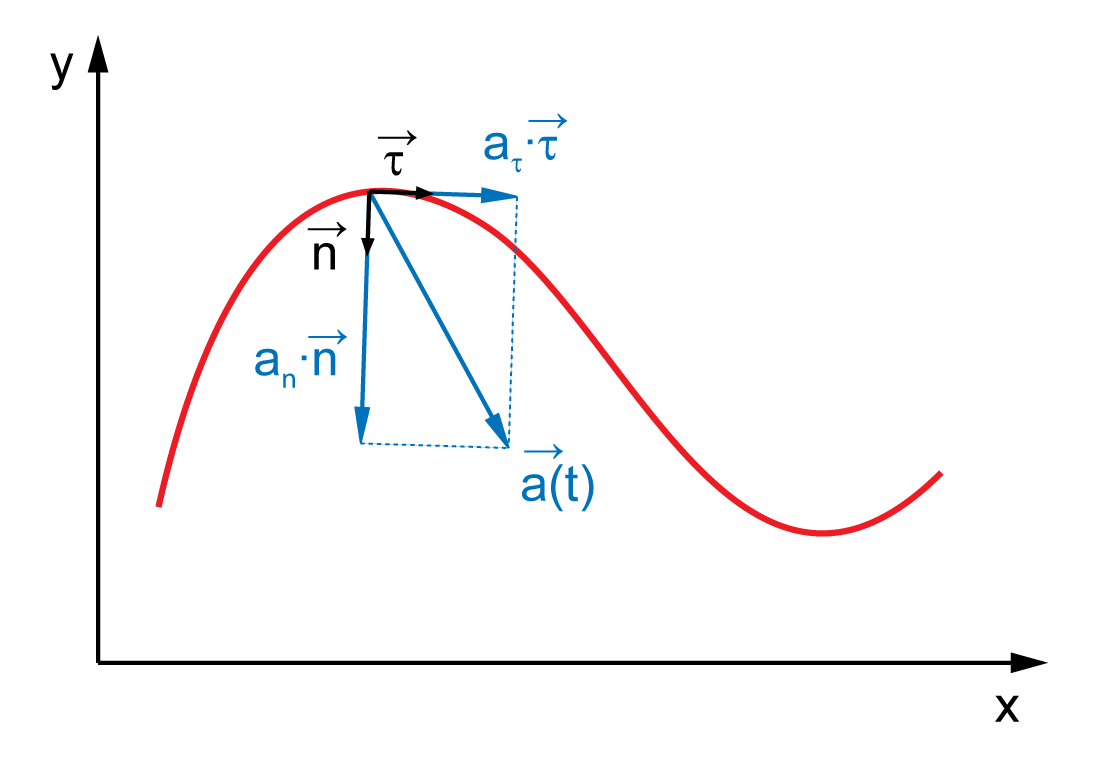
grafické znázornění tečné a normálové složky zrychlení

Pokud těleso mění směr i velikost rychlosti zároveň, jedná se o nerovnoměrný křivočarý pohyb. V tomto případě se zrychlení podílí na změně směru pohybu i velikosti rychlosti pohybu a je výhodné rozložit zrychlení do dvou směrů. Do směru pohybu, tzn. do směru tečny k trajektorii, a do směru kolmého k pohybu, tzn. do směru normály k trajektorii. Hovoříme pak o tečném zrychlení ovlivňující velikost rychlosti a normálovém (též dostředivém) zrychlení uvolňující směr pohybu. 
Tečné zrychlení {\displaystyle \mathbf {a} _{t}} a normálové zrychlení {\displaystyle \mathbf {a} _{n}} představují rozklad vektoru zrychlení {\displaystyle \mathbf {a} }. Platí vztah:
{\displaystyle \mathbf {a} =\mathbf {a} _{t}+\mathbf {a} _{n}}
Pro velikost zrychlení platí:
{\displaystyle a={\sqrt {a_{t}^{2}+a_{n}^{2}}}}
V případě {\displaystyle a_{t}=0} probíhá pouze změna směru. Velikost rychlosti se nemění. Příkladem je rovnoměrný pohyb po kružnici.
V případě {\displaystyle a_{n}=0} není pohyb vychylován z tečného směru, tedy ze směru přímky. Jedná se o přímočarý pohyb. Jedná se také o jediný případ, kdy je vektor zrychlení rovnoběžný s vektorem rychlosti. Příkladem je zrychlování auta na rovné silnici.

## Tíhové zrychlení

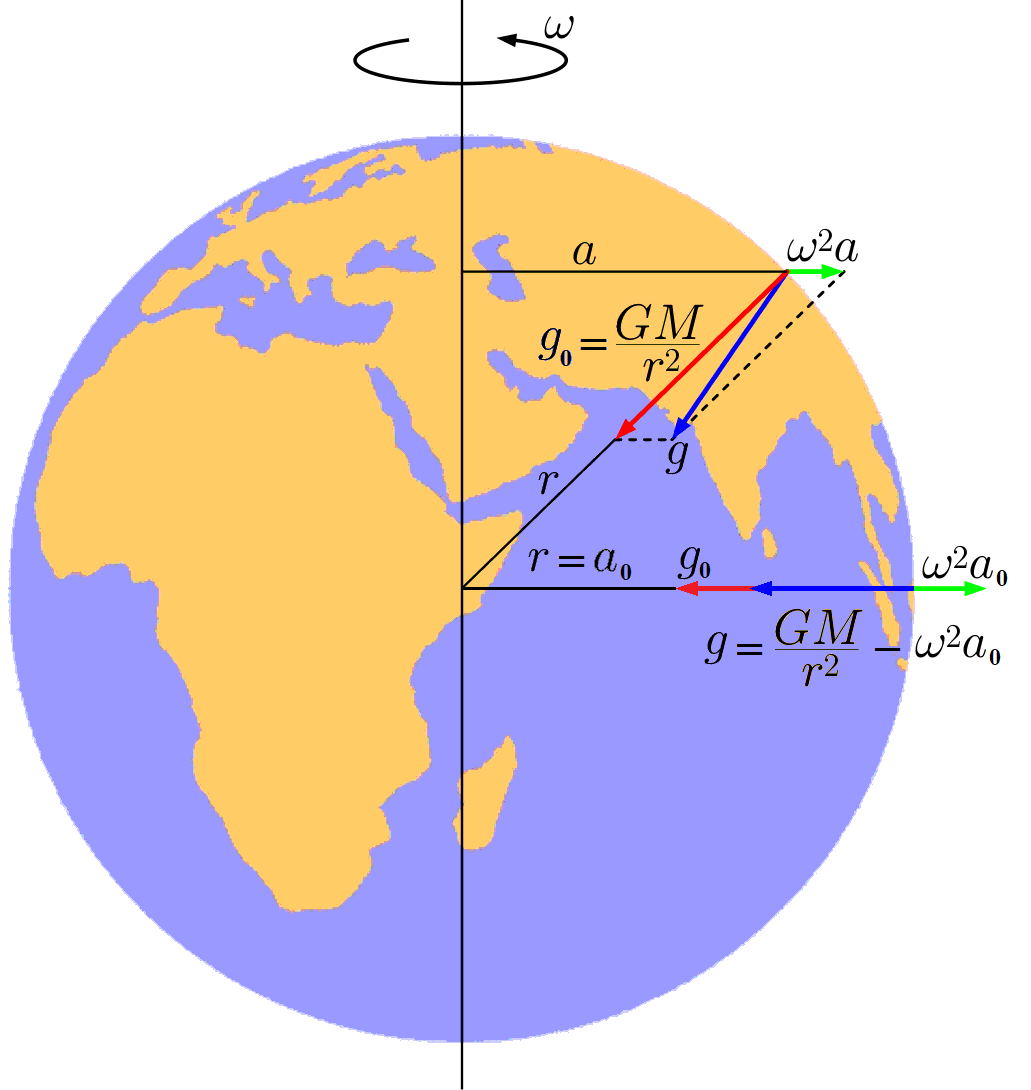
znázornění gravitačního a tíhového zrychlení

Planeta Země svým gravitačním polem a rotací uděluje volně padajícím tělesům zrychlení (kolmo k povrchu) přibližně 9,81 m/s2, které je označováno jako tíhové zrychlení. Nejde-li o přesné výpočty, lze použít zaokrouhlenou hodnotu 10 m/s2.
Někdy se zrychlení neudává číselnou hodnotou, ale násobkem tíhového zrychlení s označením {\displaystyle g} nebo G, například při popisu přetížení. Pokud člověk stojí na zemi "v klidu", působí na něj tíha 1 G, jedná se o normální stav. Pokud by stál ve startující raketě (směrem vzhůru) a raketa startovala směrem vzhůru se zrychlením přibližně 20 m.s−2, byl by stojící člověk vystaven přetížení 3 G směrem od hlavy k nohám.

## Gravitační zrychlení
Mezi pojmy tíhové zrychlení a gravitační zrychlení je rozdíl. Gravitační zrychlení planeta Země uděluje volně padajícím tělesům z podstaty své gravitace. Směřuje vždy do středu planety (znázorněno na obrázku). Planeta ale zároveň rotuje, a v pojmu tíhové zrychlení je zahrnut jak vliv gravitace, tak vliv odstředivé síly z důvodu rotace. Rotaci planety nelze zastavit, takže při většině výpočtů se používá hodnota tíhového zrychlení. Tíhové zrychlení směřuje většinou mírně mimo střed planety. Číselně není mezi oběma hodnotami výrazný rozdíl, ale obecně platí, že tíhové zrychlení je o něco menší než gravitační zrychlení (viz. velikosti modrého a červeného vektoru na obrázku).

## Příklady zrychlení
Ačkoliv je zrychlení jednou fyzikální veličinou, v praxi může být vyvoláváno různými fyzikálními procesy, proto rozlišujeme:
- odstředivé zrychlení,
- dostředivé zrychlení,
- gravitační zrychlení,
- tíhové zrychlení,
- úhlové zrychlení,
- tečné a normálové zrychlení jako rozklad celkového zrychlení.

V přírodě, čím je objekt menší, tím větší zrychlení může vydržet. Malá zvířata dokáží vyvinout zrychlení až stonásobné oproti tíhovému zrychlení (tzv. přetížení). Pro organismus člověka je přetížení již několika G velkou zátěží, a v závislosti na směru může být už 4-5 G smrtelné. Ve vhodnějším směru nebo za použití speciálního oděvu může člověk vydržet přetížení až 20 G.